# Chiesa dei Teatini (Ferrara)
La chiesa di Santa Maria della Pietà, detta più comunemente dei Teatini, è un luogo di culto cattolico che sorge a Ferrara in Corso della Giovecca.
Fu edificata per i Chierici Regolari Teatini dell'Ordine di San Gaetano da Thiene su progetto dell'architetto ravennate Luca Danese, fra il 1622 ed il 1635.
A causa del terremoto dell'Emilia del 2012 la chiesa non è agibile e le funzioni vengono celebrate nell'adiacente sagrestia. 

## Descrizione

### Esterno
L'edificio si sviluppa su di un intero isolato e presenta linee architettoniche austere.

#### Facciata
La facciata incompiuta, realizzata in mattoni a vista, mostra le immorsature per un rivestimento lapideo mai applicato.

### Interno
L'interno ed aula con pianta quadrangolare, cappelle laterali e presbiterio è in stile barocco, imponente ma sobrio.
Il tema iconografico dei numerosi dipinti conservati nella chiesa è dedicato a San Gaetano, fondatore dell'ordine officiante. Fra le varie opere presenti nel tempio, realizzate nel corso del XVII secolo, si può ammirare la Purificazione di Maria (1654-1655) del centese Giovan Francesco Barbieri detto il Guercino. I marmi impiegati negli ornamenti interni provengono in parte dalla demolita Delizia di Belfiore.